# 托梅什蒂鄉 (蒂米什縣)
45°47′N 22°18′E / 45.783°N 22.300°E
托梅什蒂鄉（羅馬尼亞語：Comuna Tomești, Timiș），是羅馬尼亞的鄉份，位於該國西部，由蒂米什縣負責管轄，面積141平方公里，海拔高度238米，2002年人口2,244，人口密度每平方公里16人。